# Great Falls (Missourifloden)

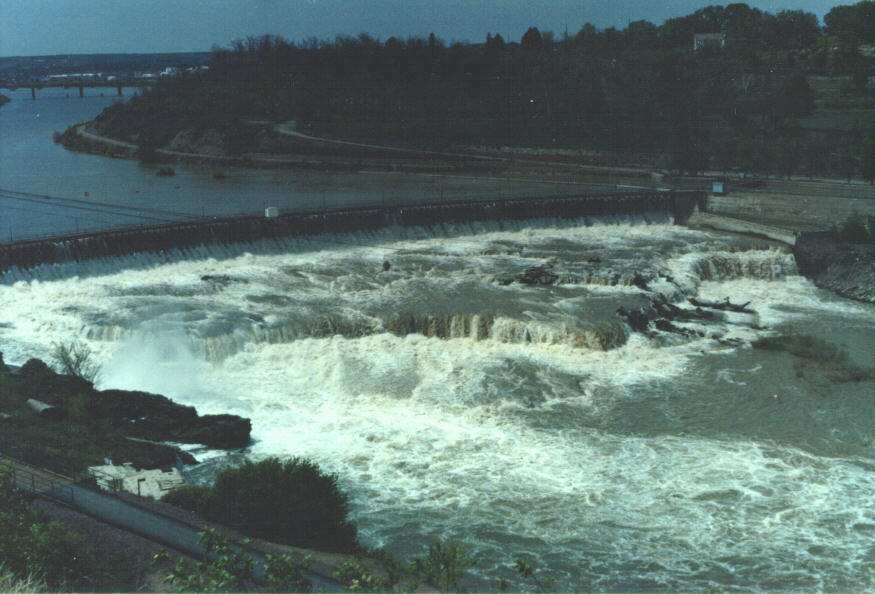
Black Eagle Falls.

Great Falls är namnet på både ett och en hel grupp vattenfall i Missourifloden i delstaten Montana i USA, samt på en stad som fått sitt namn efter dem. Historiskt markerade fallen gränsen för den segelbara delen av Missourifloden. Fallen beskrevs för första gången av Lewis och Clark.
Av de ursprungligen fem vattenfallen, återstår på grund av ett dammbygge numera fyra:
- Black Eagle Falls
- Lower Rainbow Falls
- Upper Rainbow Falls
- Great Falls